# Парк-Лон (кладовище)
Парк-Лон — цвинтар в районі Етобіко в Торонто, Онтаріо, Канада. Кладовище нараховує близько 22 000 могил, з них — багато українських. Ним керує товариство з обмеженою відповідальністю «Парк-Лон», яке володіє ще п'ятьма кладовищами у Торонто.
Кладовище відкрили в 1892 році як цвинтар Гамбервейл (англ. Humbervale Cemetery). В 1915 році його придбала компанія Парк-Лон. Кладовище двічі атакували вандали, у 1990 і в 2006 роках. Обидва рази вандали були засуджені. Розташоване на вулиці Блур недалеко від українського району Bloor West Village.

## Військові поховання
На кладовищі є 19 військових поховань Першої світової війни та 77 — Другої.

## Поховані
- Ярослава Бандера (1917—1977), Андрій Бандера (1946—1984) та Олеся Бандера (1947—2011) — дружина, син та дочка Степана Бандери
- Ярослав Гошоватюк — гарматник УГА
- Гнатів Петро (30.11.1895-16.07.1979) — ветеран УГА
- Грицай Пилип (21.11.1898, Зборів — 14.11.1985) — ветеран УГА
- Олена Софія Децик — лікар-оптик, директор офтальмологічних клінік.
- Мирослава Дубляниця — голова Організації Українських Жінок у Великій Британії
- Яросла́в Ели́їв — священик УГКЦ, фундатор Енциклопедії Українознавства.
- Неллі Козак — засновниця Ukrainian Seniors Centre у Садбері.
- Євген (Юджин) Мельник — підприємець, меценат, власник команди Оттава Сенаторс.
- Роман Мельник — адвокат, виконавчий директор телебачення, засновник і директор Української католицької освітньої фундації та членом дирекцій Незалежного виробничого фонду, Канадського фонду міжрасових відносин, Національної католицької ради з телерадіомовлення та Міжнародного медіа-центру в Києві (Україна).
- Мороз Іван (30.03.1898, Бабичі, Радехів — 11.08.1979) — ветеран УГА
- Осип Станімір — сотник УГА і армії УНР
- Андрій Тершаківець — адвокат і громадський діяч, міський голова м. Рудки.
- Фікташ Михайло (1899—1981) — ветеран УГА
- Святослав Фроляк (англ. Frolick Stanley) (*1920 — †1988), правник, український канадський діяч
- отець Степан Хабурський — священник УГКЦ, публіцист, видавець.
- Павло Штепа — публіцист.
- Арсен Шумовський — інженер-механік, фахівець у галузі зварювання металів, український громадський діяч.